# Stereodon terrae-novae
Stereodon terrae-novae là một loài Rêu trong họ Hypnaceae. Loài này được (Brid.) Brid. miêu tả khoa học đầu tiên năm 1827.